# Siriusgletsjer
De Siriusgletsjer is een gletsjer in Nationaal park Noordoost-Groenland in het uiterste noordwesten van Groenland. De gletsjer ligt ten oosten van de Stauningalpen in het Jamesonland, in het Scoresbyland.
Het is een van de zeven gletsjers die uitkomen in het dal van de Schuchert. Andere gletsjers zijn onder andere de Bjørnbogletsjer, de Roslingletsjer, de Gannochygletsjer, de Storgletsjer, de Schuchertgletsjer en de Aldebarangletsjer. Ongeveer een kilometer zuidelijker ligt de Aldebarangletsjer. De Siriusgletsjer stroomt vanuit het noordoosten in het Schuchertdal in.
De gletsjer is vernoemd naar de ster Sirius.
De Siriusgletsjer heeft een lengte van meer dan tien kilometer, waarvan ruim twee kilometer in zuidwaartse richting in het Schuchertdal.